# Karol Kot (piłkarz)
Karol Kot (ur. 18 grudnia 1949 w Opolu) – polski piłkarz grający na pozycji pomocnika, trener.

## Kariera piłkarska
Karol Kot karierę piłkarską rozpoczął w juniorach Odry Opole za namową kierownika drużyny Jana Śliwaka. W 1968 roku zdobył z nimi wicemistrzostwo Polski juniorów. W 1969 roku przeszedł do seniorskiego zespołu Niebiesko-Czerwonych, gdzie przez wiele lat występował na pierwszoligowych i drugoligowych boiskach wraz z braćmi: Antonim i Edwardem. Z Odry Opole odszedł z powodu silnej konkurencji w 1975 roku, rozegrał w niej ok. 60 meczów i strzelił 15 bramek. Następnie przeszedł do Małejpanwi Ozimek, gdzie w 1980 roku zakończył karierę piłkarską.

## Kariera trenerska
Karol Kot po zakończeniu kariery piłkarskiej był trenerem Małejpanwi Ozimek (1983–1984), WKS-u Wieluń (1984) i Ruchu Zdzieszowice (1985–1987).

## Rodzina
Karol Kot jest bliźniakiem Edwarda Kota i młodzym bratem Antoniego, a także stryjem Damiana Kota. W 1989 roku wyjechał do Niemiec, gdzie mieszka do dziś.

## Sukcesy zawodnicze

### Odra Opole
- wicemistrz Polski juniorów: 1968
- awans do ekstraklasy: 1971